# Cri Cri (album)
Cri Cri è la colonna sonora della serie televisiva omonima pubblicata nel 1990.
Nel dicembre del 2010 l'album è stato ristampato per la prima volta su CD all'interno del cofanetto Arriva Cristina Story, box da 4 dischi contenente le ristampe delle colonne sonore dei quattro telefilm di produzione italiana ispirati al personaggio di Cristina D'Avena.

## Tracce

### Lato A
Testi di Alessandra Valeri Manera, musiche di Carmelo Carucci.
1. Cri Cri
2. Dai parla un po' con noi
3. Belli dentro
4. Crescerai
5. Precipitevolissimevolmente
6. Voci
7. Fai così fai cosà

### Lato B
Testi di Alessandra Valeri Manera, musiche di Carmelo Carucci.
1. Tredici anni
2. Provaci pure tu
3. Ci vuol coraggio
4. Promesse
5. Gioventù
6. Buon Natale
7. Cri Cri [strumentale]

## Interpreti e cori
- Cristina D'Avena - tutte
- Ricky Belloni - cori aggiuntivi, voce (A4, A5)
- Moreno Ferrara - cori aggiunitivi
- Silvio Pozzoli - cori aggiuntivi

## Formazione
- Carmelo Carucci – tastiere e pianoforte, produzione, arrangiamento
- Piero Cairo – programmazione
- Giorgio Cocilovo – chitarre
- Paolo Donnarumma – basso
- Lele Melotti – batteria
- Claudio Pascoli – tromba (A1), sassofono (A3, A4, A5, A7, B4)

## Dati di vendita
L'album ha ottenuto il Disco di Platino per le oltre 200 000 copie vendute.